# قرار مجلس الأمن التابع للأمم المتحدة رقم 156
قرار مجلس الأمن التابع للأمم المتحدة رقم 156، الصادر في 9 سبتمبر 1960، بعد تلقي تقرير من الأمين العام لمنظمة الدول الأمريكية، أحاط المجلس علما بموافقته على القرار الأول لاجتماع مشاورات وزراء خارجية الجمهوريات الأمريكية تم التوصل بموجبها إلى اتفاق بشأن تطبيق التدابير المتعلقة بالجمهورية الدومينيكية.
بعد قرار منظمة الدول الأمريكية بقطع العلاقات الدبلوماسية ومعاقبة نظام تروخيو بعد تورطه في محاولة اغتيال ضد الرئيس رومولو بيتانكور من فنزويلا،  قدم الاتحاد السوفياتي مشروع نص القرار، ولكن قوبل بالرفض من قبل أعضاء آخرين من المجلس بسبب قضية العقوبات غير العسكرية.
اعتمد القرار بأغلبية تسعة أصوات. امتنعت جمهورية بولندا الشعبية والاتحاد السوفياتي.

## روابط خارجية
- نص القرار في undocs.org